# 广西火焰花
广西火焰花（学名：Phlogacanthus colaniae）是爵床科火焰花属的植物。分布于越南北部以及中国大陆的云南、广西、海南等地，生长于海拔200米的地区，多生长在石灰岩，目前尚未由人工引种栽培。